# 穆拉比技术学校

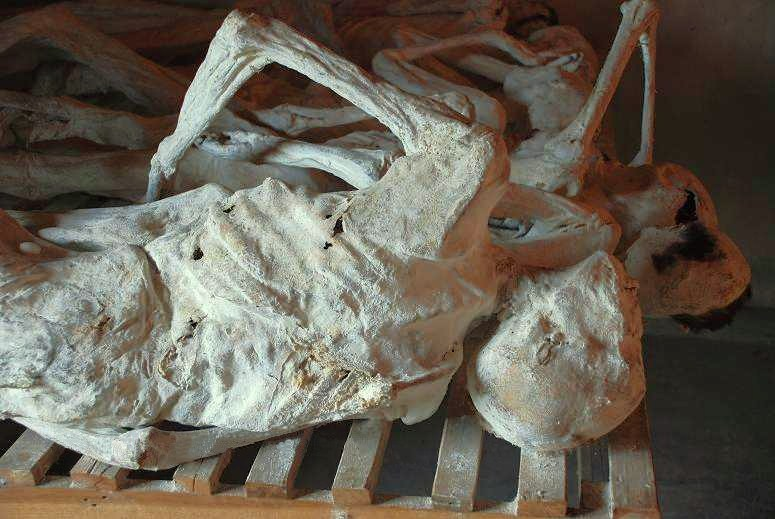
学校中展示的遇害人头骨
薩沙·格勞普攝

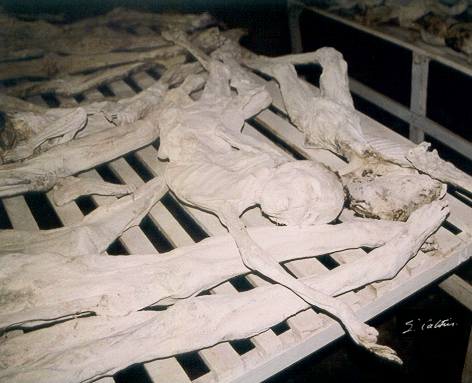
被防腐处理过的受害人遗骸，2001年摄

穆拉比技术学校（Murambi Technical School），现在官方名称为“穆拉比种族屠杀纪念中心”（Murambi Genocide Memorial），坐落在卢旺达南部的穆拉比地区，用以纪念1994年的卢旺达大屠杀。
1994年卢旺达大屠杀开始时，穆拉比地区的图西族人躲藏在教堂改造的难民营中。但是，省长、市长和军方决定将他们转移至山上的穆拉比技术学校。1994年4月16日，65000名图西人涌入学校寻求保护。17日，负责警卫的4名国家宪兵不见了踪影。接下来的几天，胡图族武装分子切断学校的供水和食物，并开始小规模进攻。图西族人用石头保卫自己，与胡图族武装僵持，期间很多图西人被打死。到4月21日，胡图族武装人员攻入学校，开始为期3天的大规模屠杀。
事后，武装分子草草掩埋了尸体，不少没有死的小孩和婴儿被活埋。1995年，人们清理万人坑，重新埋葬了44000余具尸体。
现在，穆拉比技术学校被辟为种族屠杀纪念馆。展览馆中保存了近千具未下葬的遇难者骨架和处理过的遗骸。